# Agapophytus albobasalis
Agapophytus albobasalis är en tvåvingeart som beskrevs av Mann 1929. Agapophytus albobasalis ingår i släktet Agapophytus och familjen stilettflugor. Inga underarter finns listade i Catalogue of Life.